# (10722) Monari
(10722) Monari (1986 TB) – planetoida z pasa głównego asteroid okrążająca Słońce w ciągu 3,59 lat w średniej odległości 2,34 j.a. Odkryta 1 października 1986 roku.